# Automobili Turismo e Sport

Automobili Turismo e Sport (ATS, укр. — Автомобілі для туризму та спорту) — з 1962 року італійський виробник автомобілів. Штаб-квартира розташована в Болоньї. У 1965 році компанія припинила виробництво автомобілів.

## Заснування компанії
Восени 1961 року відбувається конфлікт в будинку Феррарі, який отримав назву «палацовий переворот».
Справа в тому, що комерційний директор фірми «Феррарі» — Джироламо Гардіні, висловив незадоволення у зв'язку з тим, що пані Лора Феррарі втручається в усі справи фірми, в тому числі і в Scuderia Ferrari. Енцо не сподобалося, що якийсь Джироламо висловлює невдоволення в бік його чарівної дружини, і в підсумку синьйору Гардіні показали в бік дверей, проте п'ять співробітників фірми виступили на захист Гардіні, і їх також попросили в ту ж сторону. Це були Джотто Біззаріні — начальник відділу прототипів, Карло Кіті — головний конструктор фірми, Фаусто Галассі — начальник ливарного цеху фірми, Енцо Селмі — начальник відділу кадрів і Ромоло Тавоні, який якраз відповідав за Scuderia Ferrari, і який також висловлював невдоволення від втручання в справи «стайні» Лори.
Вирішивши, що якщо вони спеціалісти своєї справи, то все у них піде добре, засновують в лютому 1962 року фірму Automobili Turismo e Sport («Автомобілі для туризму та спорту»), головним конкурентом для них, звичайно, повинна була стати фірма «Ferrari». Директором новоспеченої фірми став Карло Кіті, фінансистами цього проєкту виступили синьйори Джорджіо Біллі і Хайме Ортіс Патіньйо. Незабаром до проєкту підключився молодий венеціанський дворянин — Джованні Вольпі ді Місурата. Джованні Вольпі був єдиним сином багатого підприємця і політика часів Муссоліні — Джузеппе Вольпі. Джузеппе Вольпі був генерал-губернатором Лівії, потім — міністром фінансів під час правління фашистів, і між іншим, одним із засновників Венеціанського кінофестивалю. Коли він помер, Джованні було всього 9 років, через рік він став спадкоємцем усього багатства свого предка. Ще будучи юнаком він заснував свою власну «стайню» — Scuderia Serenissima Republica di Venezia (Сереніссіма — це прізвище роду цього графа).
В багатьох джерелах пишуть, що господарем фірми був якраз багатий юний граф, але на ділі 40% підприємства належало Біллі, по 20% Патіньйо і Вольпі, решта 20% належали колишнім «феррарівцям». Однак незабаром граф Вольпі залишає підприємство, оскільки основний кістяк його гоночної команди становлять автомобілі марки «Феррарі», а запальний Енцо анулював усі замовлення, зроблені Вольпі, той пішов на поступки, правда, потім заснувавши свою фірму, яка стала випускати автомобілі під маркою «Serenissima». Після відходу Вольпі проєкт покинув і Патіньйо, так що господарем фірми став Біллі.

## Початок виробництва автомобілів

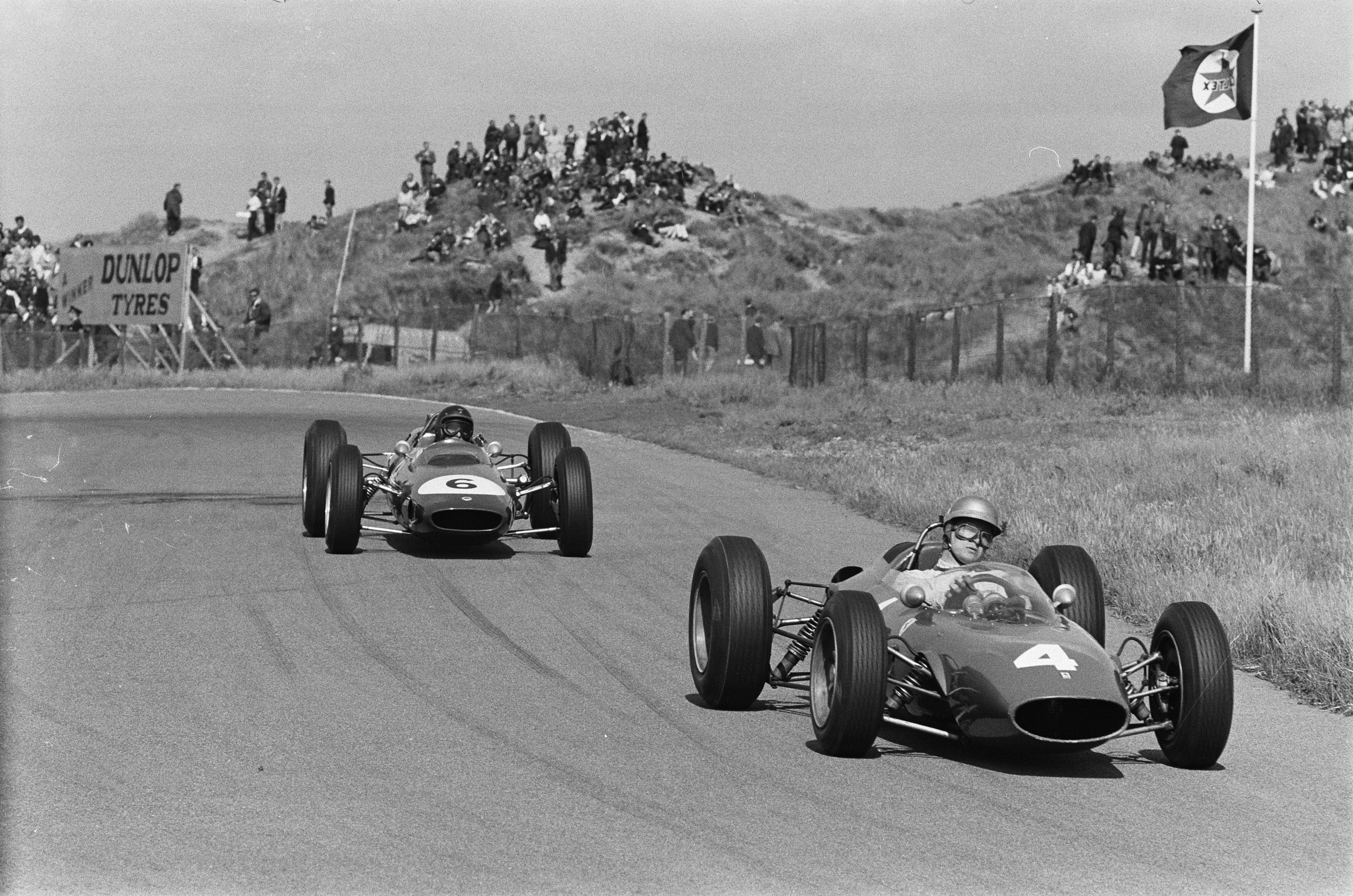
A.T.S. Tipo 100 F1

Первістком фірми стала не громадянська машина, а автомобіль класу Формула 1. Болід A.T.S. Tipo 100 був побудований ще наприкінці 1962 року, однак до розуму був доведений лише до початку 1963 року, машина була побудована на просторовому каркасі, обшитому алюмінієвими листами, конструкція, в принципі, повторювала автомобілі «Феррарі», які до цього були сконструйовані Кіті. Мотор V8, об'ємом 1.5 л і потужністю 188 к.с., був цілком порівнянним за потужністю з конкурентами того сезону, коробка передач була 6-ступінчастою, фірми Colotti.
Було побудовано два боліди, ганяти на них було запропоновано колишнім гонщикам стайні «Феррарі» — Філлу Хіллу і Джанкарло Багетті, яких звільняють з команди «Феррарі» через те, що не знайшли спільної мови з новим директором стайні — Еудженіо Драгоні.
Не дивлячись на те, що в перших кваліфікаційних заїздах в сезоні 1963 року Хілл був найшвидшим, в реальних гонках все пішло не так, як планувалося. Почалися постійні відмови трансмісії, на заїздах в Нідерландах зламалась задня підвіска і т. д., в підсумку найкраще, чого змогли домогтися гонщики, — 11 місце на гран-прі Італії 1963 року, і то Багетті взагалі прийшов останнім до фінішу. У США у обох машин виникли проблеми з тиском в моторах, а в Мексиці, яка стала останньою гонкою для команди фірми, було кисневе голодування двигуна, а потім і зовсім Хілл зійшов з траси через неполадки в підвісці, а Багетті зійшов ще з 10 кола, якраз через це саме кисневе голодування. Потім один автомобіль був проданий Альфу Френсісу (колишньому механіку стайні «Мазераті»), той переробив раму, модифікував головні вузли, і виставив машину в сезоні 1964 року під назвою Derrington-Francis ATS100, правда португалець, що орендував машину, навіть до фінішу не доїхав, а потім болід і зовсім був знищений під час тренувальних заїздів в США.

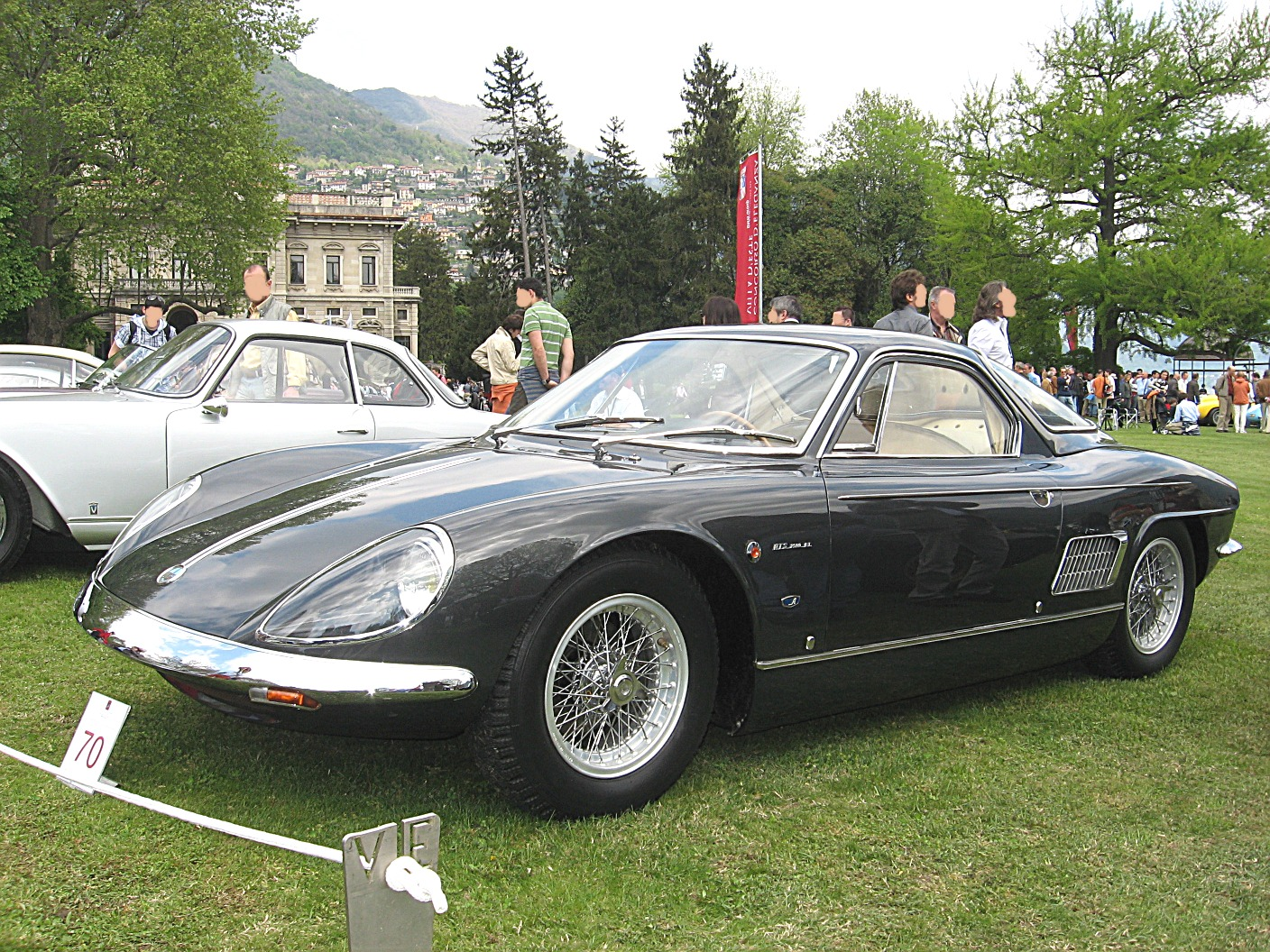
A.T.S. 2500GT

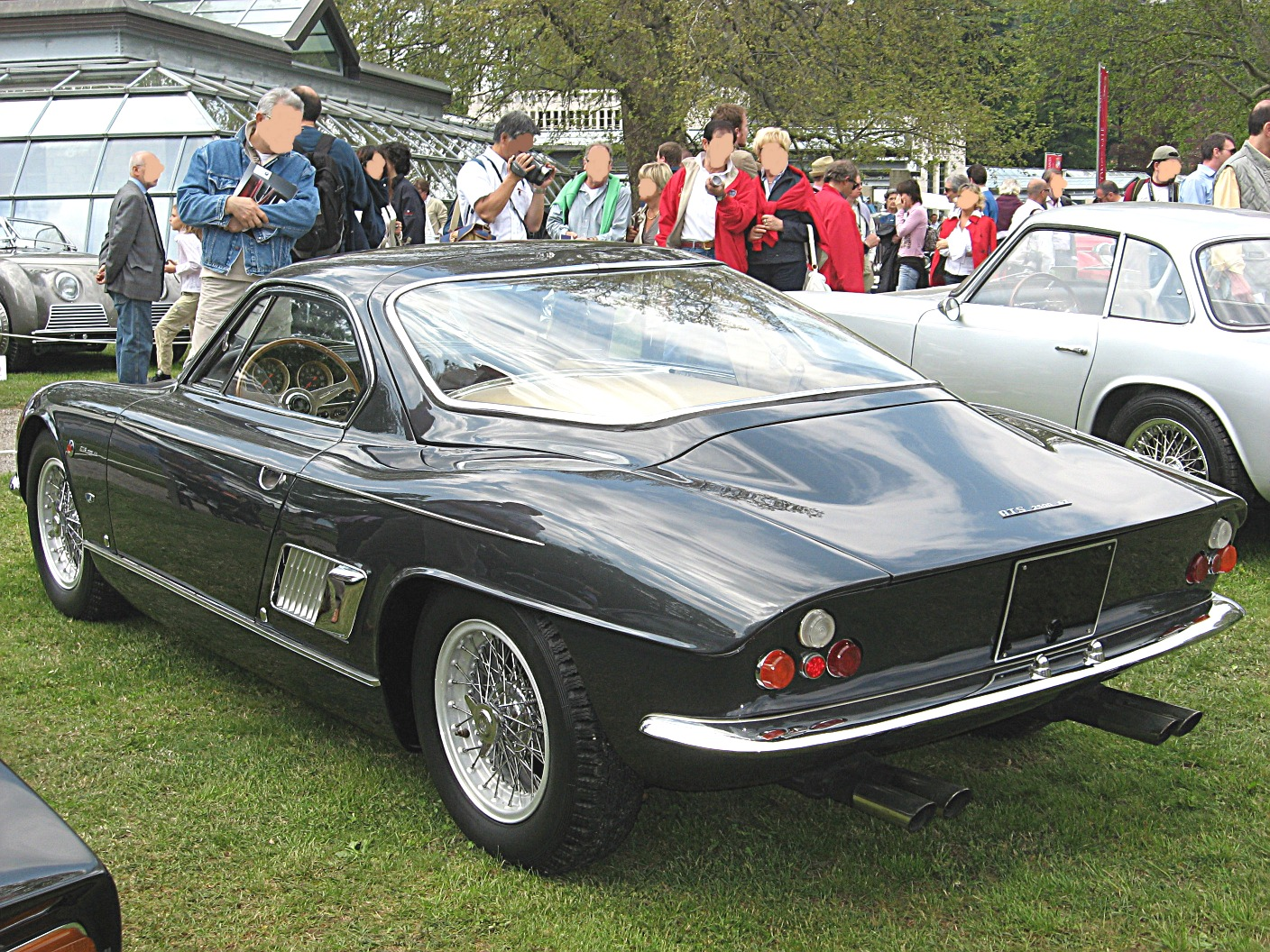
A.T.S. 2500GT

Тим часом у планах фірми було бити «Феррарі» не тільки на гоночних трасах, але і на дорогах загального користування, у зв'язку з цим паралельно з проєктом «Ф1» йшов процес по побудові автомобіля класу Гран Туризмо. На Женевській виставці в 1963 році був представлений середньомоторний автомобіль A.T.S. 2500GT, він став першим італійським і другим у світі автомобілем з центральним розташуванням двигуна, першим був спортивний автомобіль, побудований Рене Бонні, і продавався як Bonnet Djet, в 1964 році фірму «Бонні» купила компанія «Матра», і такі машини стали більше відомі як «Матра Джет», одна, до речі, була в СРСР у Гагаріна.
Автомобіль, завдяки центральному розташуванню двигуна, виявився дуже низьким і легким (810 кг), оснащений мотором об'ємом 2.5 л, який видавав 215 к.с., що дозволяло розвивати швидкість в 240 км/год і набирати першу сотню за 5.7 секунд. Коробка передач була 5-ступінчастою, на першому автомобілі вона була конструкції Кіті з начинкою від Колотті, проте надалі ставили надійнішу німецьку, фірми ZF.
Кузов був спроєктований Франко Скагліоне, який до цього працював на «Бертоне», але побудовані вони були в ательє Сефаріно Аллемано. Кузов кріпився до рами, виготовленої з хром-молібденової сталі, підвіска всіх коліс була незалежною, а гальма були забезпечені дисками, причому, передні були вентильовані. Сконструював це все Карло Кіті, оскільки Джотто Біззаріні займається в цей час іншим проєктом — будує спортивні машини для фірми ASA.
Спочатку планувалося продавати по 1200 автомобілів на рік, потім плани скорегували до 500–600 автомобілів, а в підсумку всього було побудовано 4 автомобілі цієї моделі.

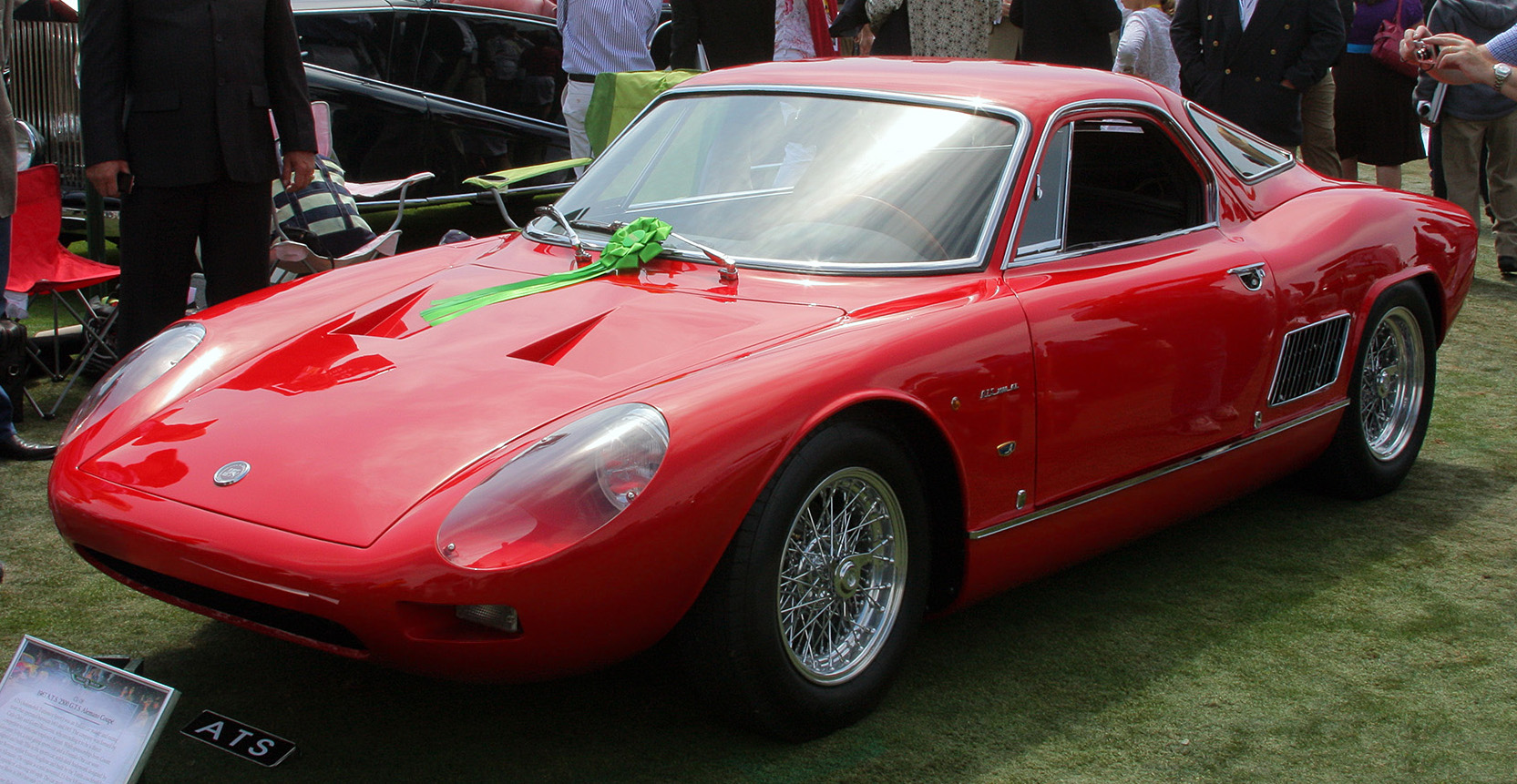
A.T.S. 2500GTS

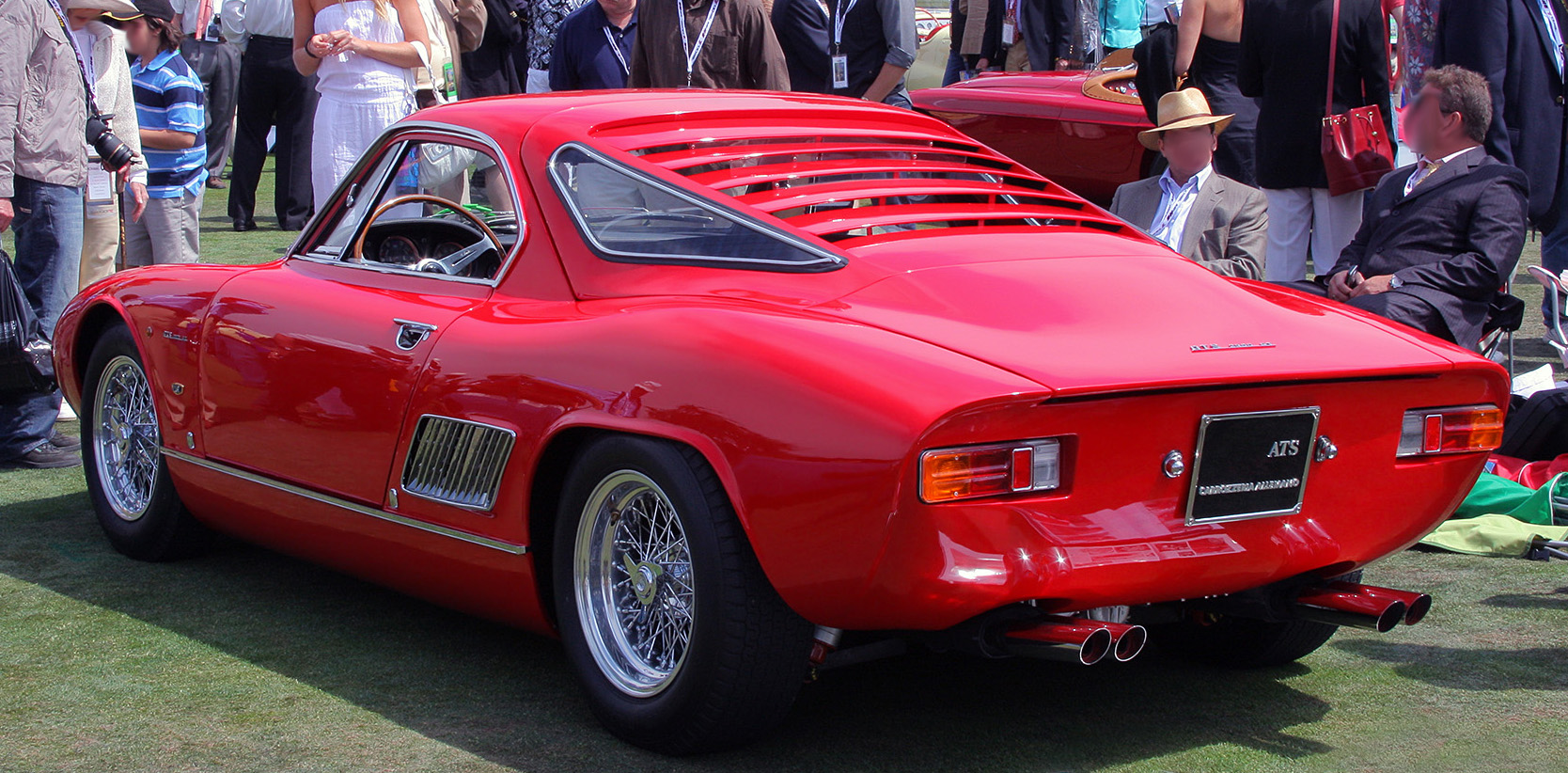
A.T.S. 2500GTS

Незабаром для тих, кому не вистачало потужності цієї машини, була запропонована більш потужна модель, мотор якої був форсований до 260 сил. Кузов був повністю з алюмінієвих сплавів, що дозволило знизити вагу на 50 кг, завдяки чому максимальна швидкість виросла до 255 км/год, а розгін тепер займав 5.3 сек, такі машини отримали назву 2500GTS.
Дві такі машини були побудовані для 1000 км гонок Нюрбургринга, проте по дорозі до траси автотрейлер потрапив в аварію, і обидва спортивних автомобілі були знищені. У цей час фірма Alfa Romeo робить пропозицію про покупку компанії, але Біллі відмовляється. До кінця 1963 року, зрозумівши, що успіху у фірми не буде, Карло Кіті залишає фірму, заснувавши разом з Людовіко Чіззола фірму Autodelta, яка стала займатися доведенням автомобілів фірми Alfa Romeo.

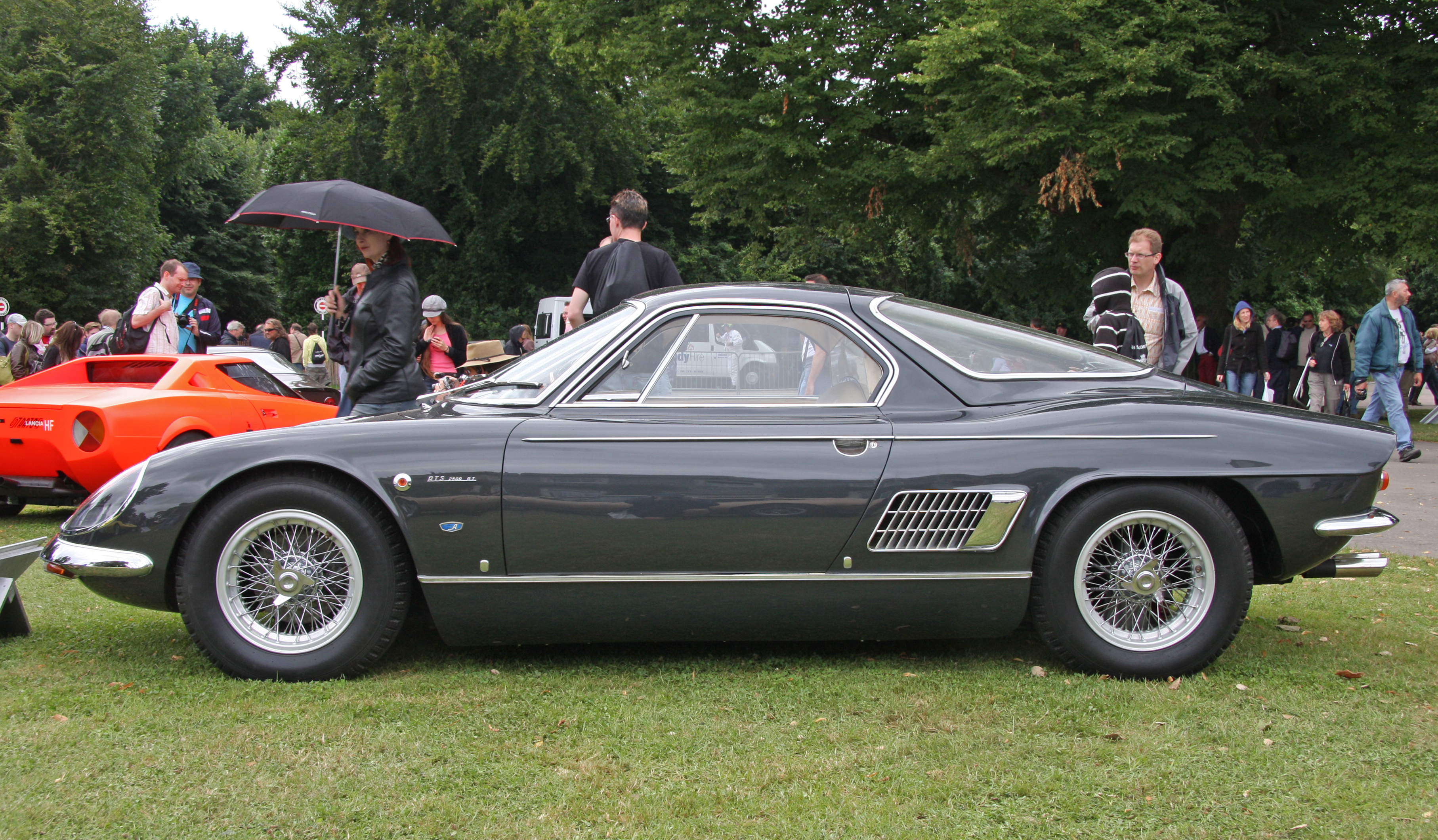
A.T.S. 2500GT

Тим часом фірма побудувала ще кілька автомобілів моделі GTS. У тому числі з мотором, об'ємом в 3 л, який був побудований Кіті до його відходу з компанії. Машина з 3-літровим мотором розвивала всі 300 сил, вона розвивала швидкість більше 260 км/год.
До Тарга Флоріо 1964 року було побудовано 2 гоночних автомобілі, на яких виступали Джанкарло Багетті і П'єро Фрескобальді, Багетті встиг поставити рекорд траси, але незабаром він був змушений зійти через поломку мотора, що встиг зробити до цього Фрескобальді.

## Припинення виробництва автомобілів. Закриття компанії
Влітку 1964 компанія починає відчувати найсильніші фінансові труднощі, в результаті в листопаді 1964 року фірма закривається, все, що було пов'язане з «Формула 1», було викуплено Альфом Френсісом, а автомобілі серії Гран Туризмо лягли в основу легкових автомобілів моделі 308Jet, які почав виробляти граф Вольпі під маркою Serenissima.
Всього було побудовано близько 12 машин, причому останні були виготовлені в 1965 році із запчастин, які були на складі, проте вони вже носили емблему «Serenissima», всього збереглося на сьогоднішній день 4 машини цієї марки.

## Відродження марки
У листопаді 2012 року автолюбителі з Італії відродили назву компанії. Вони оголосили дві нові моделі: A.T.S. Sport 1000 і A.T.S. 2500 GT. Легкий Sport 1000, вагою приблизно 400 кг, продавався з кінця 2013 року за ціною від 25 000 євро. Автомобіль використовував різні мотоциклетні двигуни, в тому числі і від Suzuki Hayabusa. Нова версія 2500 GT була представлена серед кращих марок в Монако в квітні 2015 року. Новий автомобіль 2500 GT носить назву спортивного автомобіля марки 1960-х років, а також нагадує цей автомобіль зовнішнім виглядом. У листопаді 2013 року оголосили про появу ще однієї моделі - A.T.S. Leggera. 3,75-метровий легкий родстер нагадує Jaguar E-Type або AC Cobra, та офіційно був запущений у липні 2014 року. Інший спорткар A.T.S. GT показали у вересні 2017 року у Лондоні. Автомобіль, довжиною 4,70 м, оснащений 3,8-літровим двигуном, який постачається компанією McLaren. GT розгадяється до 100 км/год приблизно за три секунди, і досягає максимальної швидкості 332 км/год. Автомобіль коштує від 1,15 млн. доларів США і обмежується 12 екземплярами.

## Результати на чемпіонаті світу Формула-1
| Рік  | Шасі    | Двигун | Шини     | Водії                   | 1   | 2   | 3   | 4   | 5   | 6   | 7   | 8   | 9   | 10  | Очки | WCC         |
| ---- | ------- | ------ | -------- | ----------------------- | --- | --- | --- | --- | --- | --- | --- | --- | --- | --- | ---- | ----------- |
| 1963 | ATS 100 | ATS V8 | Dunlop   |                         | MON | BEL | NED | FRA | GBR | GER | ITA | USA | MEX | RSA | 0    | 18-ий       |
| 1963 | ATS 100 | ATS V8 | Dunlop   | Філ Хілл                |     | Ret | Ret |     |     |     | 11  | Ret | Ret |     | 0    | 18-ий       |
| 1963 | ATS 100 | ATS V8 | Dunlop   | Джанкарло Багетті       |     | Ret | Ret |     |     |     | 15  | Ret | Ret |     | 0    | 18-ий       |
| 1964 | ATS D-F | ATS V8 | Goodyear |                         | MON | BEL | NED | FRA | GBR | GER | ITA | USA | MEX | RSA | 0    | Поза класом |
| 1964 | ATS D-F | ATS V8 | Goodyear | Маріо де Арауджо Кабрал |     |     |     |     |     |     | Ret |     |     |     | 0    | Поза класом |

## Список автомобілів A.T.S
- 1963 — A.T.S. Tipo 100 F1
  - A.T.S. 2500GT
  - A.T.S. 2500GTS
- 2013 - A.T.S. Sport 1000
- 2014 - A.T.S. Leggera
- 2015 - A.T.S. 2500GT
- 2017 - A.T.S. GT